# Reserva ecológica Costanera Este Ciudad Universitaria
La Reserva Ecológica Ciudad Universitaria (RECU), también denominada Reserva Ecológica El Pozo, o Reserva Ecológica Costanera Este, es un espacio verde protegido de la ciudad de Santa Fe, en el departamento La Capital de la Provincia de Santa Fe, en el nordeste de la Argentina. La reserva está situada al este de la ciudad, en el «paraje El Pozo», lindando al sur con el campus de la Ciudad Universitaria de la Universidad Nacional del Litoral (UNL), al este con el Predio UNL-ATE, al norte con la Costanera Este (a pocos metros de la laguna Setúbal) y al oeste con el Centro Científico Tecnológico CONICET Santa Fe. Conserva parte del paisaje original del área donde se asentó la Ciudad de Santa Fe. 

## Características generales
Fue creada en abril de 1998, en terrenos de jurisdicción federal pertenecientes a la Universidad del Litoral, con el objetivo de conservar, cerca de la ciudad de Santa Fe, una muestra representativa del valle de inundación del río Paraná. Su altitud es de 25 m s. n. m. Su superficie es de 12 hectáreas. Posee un largo máximo de 680 metros y un ancho máximo de 450 metros.
El área protegida posee un discontinuo albardón perimetral y algunos aislados albardones en su interior. En su área central se sitúa una laguna semipermanente.
La reserva es un empredimiento entre la Universidad Nacional del Litoral y la Fundación Hábitat y Desarrollo (Universidad Nacional del Litoral Convenio Marco, Resolución Consejo Superior N°672/1998), quien está a cargo de la administración y financiación del mantenimiento. Posee amplios senderos apoyados por cartelería informativa. 
Al ser una reserva natural urbana, sus roles principales son la educación e interpretación ambiental, la conservación de los recursos biológicos, la investigación científica, la participación de la ciudadanía, y por último el esparcimiento de la población.

## Clima

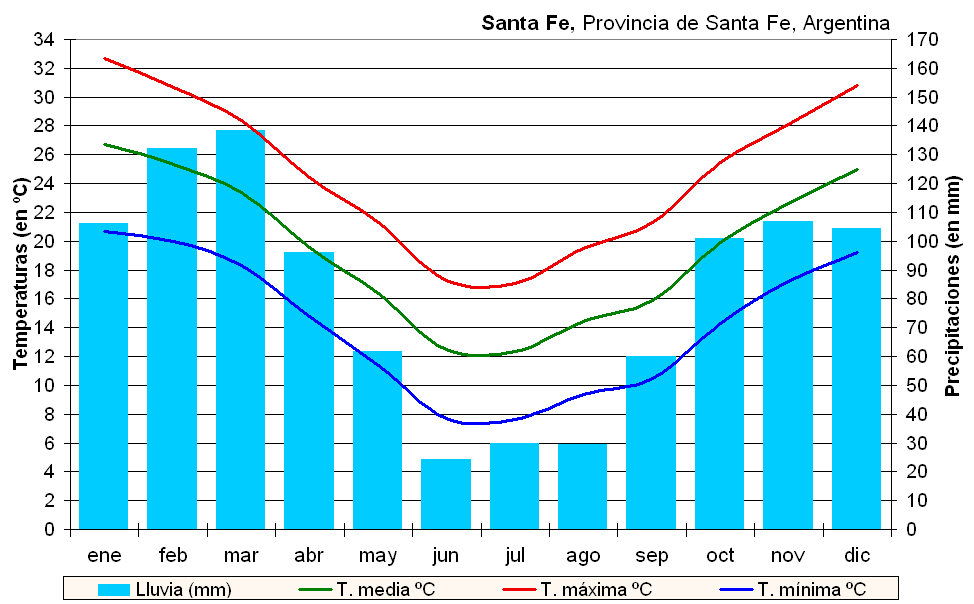
Climograma de la reserva.

El clima del área es subtropical pampeano, gracias a la acción morigeradora de los variados cuerpos de agua que la rodean, en especial el gran río Paraná, con aguas cálidas al provenir de latitudes intertropicales. La temperatura anual promedio es de 19,5 °C, y las precipitaciones anuales totalizan alrededor de 990 mm, y están repartidas especialmente entre los meses cálidos. En invierno suelen presentarse suaves heladas.

## Patrimonio biológico
Si bien la superficie de unas 20 hectáreas es pequeña, las características del predio lo hacen poseer una importante biodiversidad.
El área protegida presenta especies como el ceibo, el sauce criollo, el curupí (Sapium haematospermum), y el aliso de río, formando bosques que pertenecen al distrito fitogeográfico de las selvas mixtas de la provincia fitogeográfica paranaense, con especies que descienden por las galerías selváticas que bordean el río Paraná. 

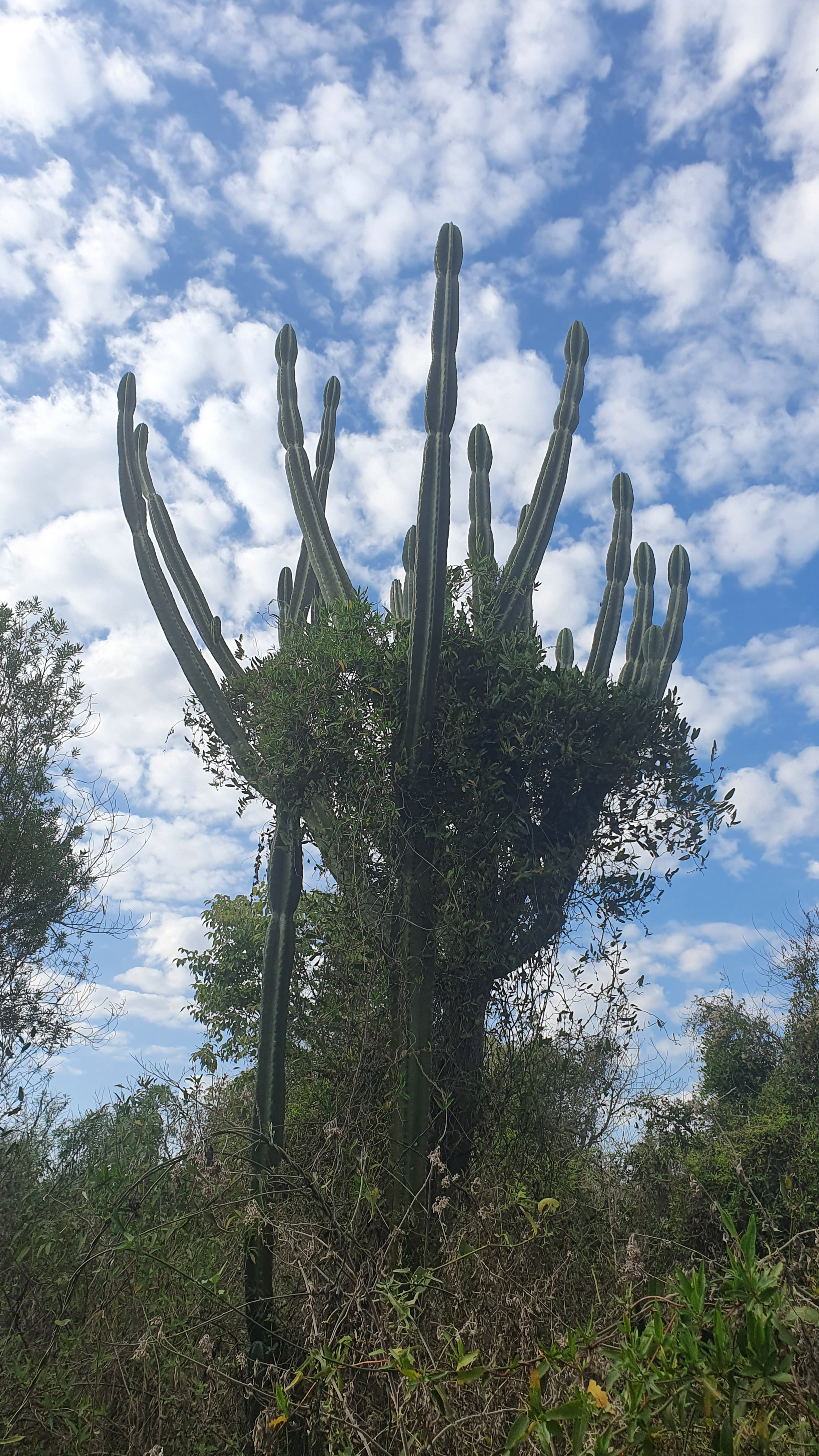
Cactus silvestre en la Reserva Natural Costanera Este Ciudad Universitaria.

También presenta ejemplares de algarrobos, tala, ombú (Phytolacca dioica), el espinillo (Acacia caven), el molle (Schinus longifolius), el coronillo (Scutia buxifolia), y el espinillo, árboles pertenecientes al distrito fitogeográfico del algarrobo, perteneciente a la provincia fitogeográfica del espinal.
Cuenta con dos lagunas, la mayor es de 260 metros de largo por 145 m de ancho. En su superficie es posible encontrar a diversas plantas acuáticas, desde helechitos de agua (Azolla filiculoides y Salvinia) y repollitos de agua (Pistia stratiotes), hasta camalotes y raramente irupés. En sus bordes se presentan cataizales, pajonales, varillares de duraznillo blanco, y juncales.
Entre los mamíferos es común ver  cuises además de ser posible observar comadrejas coloradas (Lutreolina crassicaudata), comadreja overa, coipos o nutrias roedoras (Myocastor coypus), y al atardecer algunos quirópteros, como el murciélago cola de ratón, o el murciélago pardo.
Entre las aves, se registraron 191 especies. Son comunes el espinero grande (Phacellodomus ruber), la mosqueta ojo dorado (Todirostrum margaritaceiventer), y el carpinterito común (Picumnus cirratus).
Entre los reptiles se encuentran el lagarto overo, varios ofidios, y tortugas de río.

## Visitas a la reserva

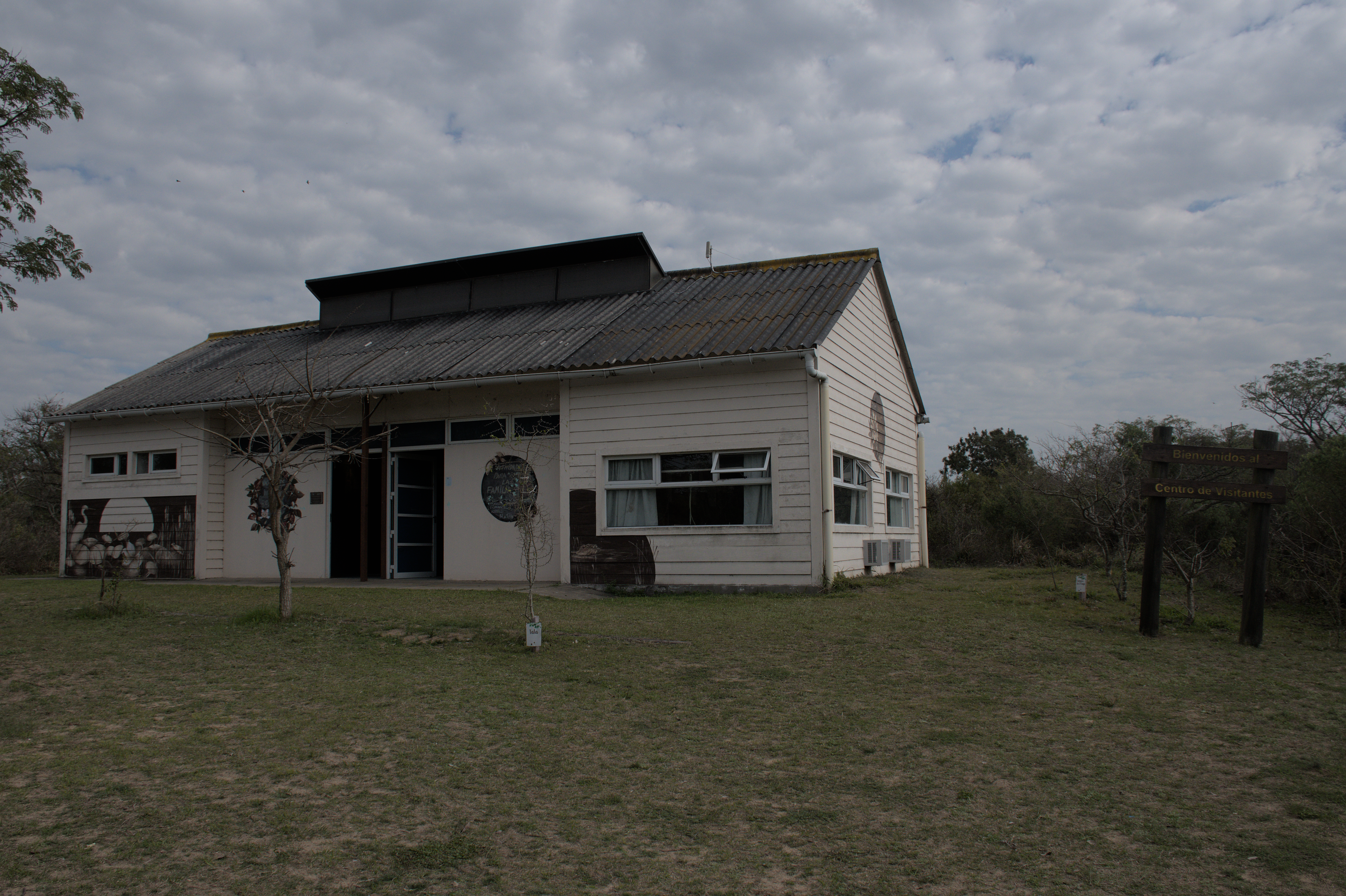
Centro de Visitantes de la Reserva

Esta reserva ecológica está ubicada en el paraje El Pozo, al norte de la Ciudad Universitaria, junto al Predio UNL-ATE. La entrada principal al área protegida se encuentra sobre la avenida Costanera Este, en las coordenadas: 31°38'10.24"S 60°40'31.34"O. 
Los modos de acceso más comunes a la reserva, además del automóvil —particular o taxi—, son algunas líneas de colectivos.
Se accede gratuitamente, por alguna de sus entradas. Es ideal para paseos recreativos, o para avistar aves, plantas, insectos, y naturaleza en general. Al estar unida a la universidad, es un espacio especialmente útil para utilizarla en proyectos de investigación, extensión y docencia.
Posee un cuerpo de guardaparques para su protección. Se hacen visitas guiadas por orientadores especializados, tanto diurnas como noctunas, tanto para el público en general, como para contingentes de escolares. El programa educativo denominado: Programa NaturalEscuela, en el que se incluyen visitas de escolares, fue declarado de interés educativo por el Ministerio de Educación de la provincia de Santa Fe, mediante la resolución Número 276/03. Se realizan también cursos para guías, y capacitación docente.